# پریساد (استان دوبریچ)
پریساد (به بلغاری: Prisad) یک منطقهٔ مسکونی در بلغارستان است که در استان دوبریچ واقع شده‌است.